# Campylomyza nitida
Campylomyza nitida är en tvåvingeart som beskrevs av Marshall 1896. Campylomyza nitida ingår i släktet Campylomyza och familjen gallmyggor. Inga underarter finns listade i Catalogue of Life.